# Asparagus altissimus
Asparagus altissimus — вид рослин із родини холодкових (Asparagaceae).

## Біоморфологічна характеристика
Деревна рослина (кущ чи ліана), з не дуже колючими стеблами. Підземна частина складається з горизонтального кореневища та коренів у вигляді м'ясистих циліндрів. Ліана з довгими тонкими стеблами, гладка, гнучка і дуже розгалужена. Кладодії в пучках по 4–9, м'які, 3–5 мм. Квітки білі, з квітконіжками 4–5 мм, поодинокі чи в пучках по 2–5. Плід — куляста ягода, червона чи чорна.

## Середовище проживання
Зростає на північному заході Африки: Алжир, Мавританія, Марокко, Західна Сахара.
Цей вид тісно пов'язаний з лісовими екосистемами.

## Використання
Він також має харчові та терапевтичні інтереси. Його збереження є основною проблемою в цьому регіоні через надмірну експлуатацію, і, перш за все, його експлуатують люди.